# Dorothea Dix
Pour les articles homonymes, voir Dix (homonymie).
Dorothea Lynde Dix, (4 avril 1802 – 17 juillet 1887) est une militante américaine qui a fait campagne et pression sur le Congrès des États-Unis et sur les assemblées législatives de différents États américains afin de créer aux États-Unis les premiers établissements pour personnes en situation de handicap mental. Elle est à l'origine de la première génération d'asiles psychiatriques américains. Elle a été aussi surintendante des infirmières de guerre durant la guerre de Sécession.

## Biographie
Née en 1802 à Hampden, elle grandit dans le  Massachusetts. Elle commence comme enseignante dans cet État et crée aussi une école pour filles qu'elle dirige jusqu'en 1836.
Souffrant de tuberculose et de dépression, elle se rend en Europe se faire soigner. De retour dans le Massachusetts en 1838, elle dresse l'état des institutions de soins des malades mentaux  et amène le gouvernement de cet État à prendre conscience du manque de moyens. Elle obtient qu'une loi soit votée dans cet État pour renforcer les moyens existants. Elle entreprend ensuite des actions similaires dans d'autres États américains. À partir de 1848, elle tente d'obtenir une loi fédérale des membres du Congrès des États-Unis, mais se heurte au veto du président Franklin Pierce, qui veut laisser à chaque territoire sa liberté dans ce domaine.
De 1854 à 1856, elle reprend ses voyages en Europe, pour y examiner la façon dont cette question de santé publique est abordée.
Au début de la guerre de Sécession, elle se présente en 1861 au secrétaire à la Guerre, Simon Cameron, afin de proposer ses services, cinq jours après la Bataille de Fort Sumter  qui déclenche la guerre, et celui-ci accepte. Elle devient surintendante des infirmières de guerre. Plus de 3 000 femmes sont retenues dans le programme de recrutement qu'elle met en place. Elle reprend ensuite ses voyages et ses projets de réforme. 
Elle meurt en 1887 à Trenton. Elle est enterrée dans le cimetière de Mount Auburn à Cambridge au Massachusetts(p116).

## Honneurs
- 1979 : cérémonie d'admission au National Women's Hall of Fame[4].
- Le cratère vénusien Dix a été nommé en son honneur[5].

## Pour approfondir

#### Notices dans des encyclopédies ou manuels livres de références
- (en-US) Henrietta Buckmaster, Women Who Shaped History, New York, Collier Books & Macmillan Publisher Co. (réimpr. 1974) (1re éd. 1966), 198 p. (ISBN 9780020420507, lire en ligne), p. 1-25,
- (en-US) Paul S. Boyer (dir.), , Edward T. James (dir.), Janet Wilson (dir.) et Helen E. Marshall (rédactrice), Notable American Women 1607-1950, vol. 1 : A-F, Cambridge, Massachusetts, Belknap Press of Harvard University Press. (1re éd. 1971, 1974, 2014), 687 p. (ISBN 9780674288362, lire en ligne), p. 486-489,
- (en-US) Vern L. Bullough (dir.), Alice P. Stein (dir.) et Olga Church (dir.), American Nursing : A Biographical Dictionary, vol. 1 : Charlotte Albina Aikens-Adda Eldredge, New York, Encyclopedia-Garland, 1988, 367 p. (ISBN 9780824085407, lire en ligne), p. 89-91,
- (en-US) Suzan Michele Bourgoin, Encyclopedia of World Biography, vol. 5 : Diderot - Forbes, Detroit, Michigan, Gale Research Inc., 1998, 510 p. (ISBN 9780787625450, lire en ligne), p. 32-33,
- (en-US) Anne Commire (dir.), Deborah Klezmer (dir.) et Ernest Freeberg (rédacteur), Women in World History, vol. 4 : Cole-Dzer, Waterford, Connecticut, Yorkin Publications / Gale Group., 1999, 920 p. (ISBN 9780787640637, lire en ligne), p. 681-687,

#### Essais et biographies
- (en-US) Helen E. Marshall, Dorothea Dix : Forgotten Samaritan, New York, Russell & Russell (réimpr. 1967) (1re éd. 1937), 328 p. (ISBN 9780846209454, lire en ligne),
- (en-US) Dorothy Clarke Wilson, Stranger and Traveler : The Story of Dorothea Dix, American Reformer, Boston, Massachusetts, Little, Brown, 1975, 394 p. (ISBN 9780316944960, lire en ligne),
- (en-US) Elizabeth Schleichert (ill. Antonio Castro), The Life of Dorothea Dix, Frederick, Maryland, Twenty-First Century Books, 1991, 88 p. (ISBN 9780941477680, lire en ligne),
- (en-US) David L. Gollaher, Voice for the Mad : The Life of Dorothea Dix, New York, Free Press, 1995, 568 p. (ISBN 9780029123997, lire en ligne),
- (en-US) Thomas J. Brown, Dorothea Dix : New England Reformer, Cambridge, Massachusetts, Harvard University Press, 1998, 454 p. (ISBN 9780674214880, lire en ligne),
- (en-US) Amy Paulson Herstek, Dorothea Dix : Crusader for the Mentally Ill, Berkeley Heights, New Jersey, Enslow Publishers, 2001, 120 p. (ISBN 9780766012585, lire en ligne),
- (en-US) Barbara Witteman et Marjorie L. O'Rorke, Dorothea Dix : Social Reformer, Mankato, Minnesota, Bridgestone Books, 2003, 56 p. (ISBN 9780736815529, lire en ligne),
- (en-US) Meg Muckenhoupt, Dorothea Dix : Advocate for Mental Health Care, New York, Oxford University Press, USA, coll. « Oxford Portraits », 2003, 136 p. (ISBN 9780195129212, lire en ligne).
- (en-US) Jane Kirkpatrick, One Glorious Ambition : The Compassionate Crusade of Dorothea Dix, Colorado Springs, Colorado, WaterBrook Press, 2013, 404 p. (ISBN 9781400074310, lire en ligne),

#### Articles anglophones
- « A Dorothea Dix Centenary », Social Service Review, vol. 16, no 4,‎ décembre 1942, p. 665-667 (4 pages) (lire en ligne ),
- J. David Greenstone, « Dorothea Dix and Jane Addams: From Transcendentalism to Pragmatism in American Social Reform », Social Service Review, vol. 53, no 4,‎ décembre 1979, p. 527-559 (33 pages) (lire en ligne ),
- Frank B. Norbury, « Dorothea Dix and the Founding of Illinois' First Mental Hospital », Journal of the Illinois State Historical Society, vol. 92, no 1,‎ printemps 1999, p. 13-29 (17 pages) (lire en ligne ),